# СКПЗ ФПЗ
Спеціалізоване клієнтське програмне забезпечення для формування та подання звітності до «Єдиного вікна подання електронної звітності», скорочено СКПЗ ФПЗ (до 2017 року OPZ або Податкова звітність) — безкоштовна програма, яка вільно розповсюджується для подачі податкової звітності в електронному вигляді в Україні. Програма розробляється представниками Державної фіскальної служби України у Черкаській області. Звіти, створені в електронному вигляді цією програмою у форматі XML, повністю відповідають формату електронного документа, затвердженому наказом Державної фіскальної служби України.

## Програмні вимоги та доповнення
Стабільно програма СКПЗ ФПЗ працює на операційних системах Windows 2000, Windows XP, Windows Vista, Windows 7, Windows 8, Windows 10.
Для коректної роботи програми необхідно встановити:
- MS XML Parser
- Java Runtime Environment
- Adobe Reader